# Беслач, Душан
Душан Беслач (серб. Душан Беслаћ; род. 6 октября 1998, Сомбор, Республика Сербия, СРЮ) — сербский профессиональный баскетболист, играющий на позиции тяжёлого форварда.

## Карьера
Выступал за сербские клубы «Смедерево 1953», «Динамик БГ» и «Воеводина».
В 2023 г. перешёл в Саратовский «Автодор».
Вызывался в сборную Сербии, а ранее в молодежные сборные U18 и U16.

## Достижения
Кубок Сербии, 2021;
MVP чемпионата Сербии сезона 2022/23.